# Wizymir
Wizymir lub Wysymir (także: Wizimierz) – postać legendarna, syn (lub wnuk) Lecha, legendarnego protoplasty Polaków.

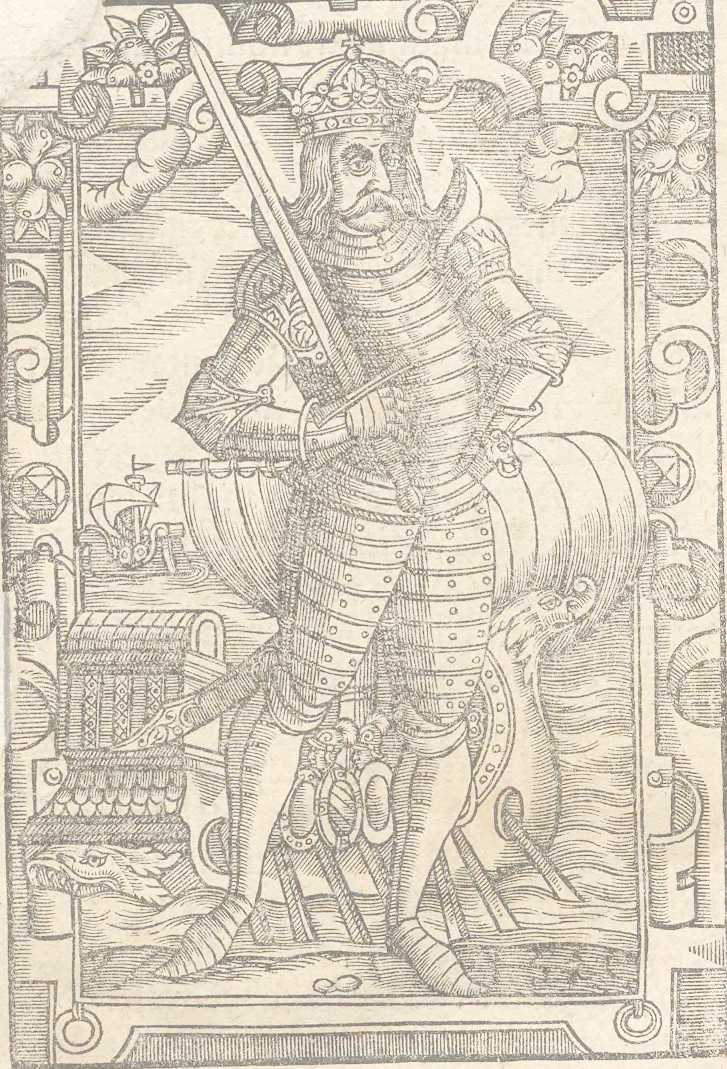
Wizymir

Według legendy przytoczonej przez Marcina Bielskiego, Wizymir był bezlitosny dla Duńczyków, o których ziemie chciał powiększyć swoje państwo aż do Bałtyku. Udało mu się to i odebrał im wyspy – m.in. Rugię oraz Fionię. Następnie miał rozgromić wojów duńskiego króla Sywarda, po czym zostawić Duńczykom ledwie mały kawałek podbitego królestwa, a Syward został zobowiązany regularnie składać mu hołd. Dla przypieczętowania układu Wizymir zabrał na swój dwór dzieci króla duńskiego – syna Jameryka oraz jego dwie córki, które uczynił swoimi nałożnicami. Gdy Syward umarł, syn jego uciekł z niewoli, aby objąć tron duński. Jako władca zaprzestał składania hołdu Wizymirowi, czym spowodował kolejną wyprawę tego ostatniego na Danię.

## Źródła legendy o Wizymirze
Już Wincenty Kadłubek zapisał w swej kronice historię o bliżej nieznanych walkach Polaków z Duńczykami. Walki te zaczęli Polacy, a to z powodu chęci wypróbowania swej dzielności. Jak dalej zanotował kronikarz, mieli oni zdobyć całe "Wyspy Duńskie" (Danomarchicas insulas), wpierw wybijając w bitwach morskich "potężne zastępy" Duńczyków, po czym mieli podejść do "samego środka wysp" i poddać sobie całość szlachty (omnem clientulorum), a króla duńskiego – Kanuta – wtrącić do więzienia. Zwycięscy Polacy dali Duńczykom możliwość wyboru sposobu, w jaki chcą zostać zniewoleni: albo mieli płacić daninę, albo upodobnić się do niewiast i w ten sposób pomnożyć swoją hańbę. Jak dalej notuje Kadłubek, skoro wśród pokonanych nie było zgody, którą możliwość wybrać, nałożono na nich obie powinności.
Mistrz Wincenty notuje jeszcze potem, że wnuk wyżej wspomnianego Kanuta miał "pomścić krzywdę dziada". Skoro jednak nie mógł się odegrać na wrogach, bo – jak podaje kronikarz – Duńczycy źle walczyli z Polakami, a potem jeszcze z Bastarnami, zdecydował się ukarać własnych poddanych. Mianowicie, za każdym razem, kiedy kładli się spać, mieli oni "kłaść głowy na miejscu nóg i posługiwać żonom tak długo, jak one przedtem posługiwały mężom", aż zmyją hańbę, która towarzyszy im od czasu wspomnianych walk.
Innym ważnym źródłem legendy o Wizymirze jest przekaz Kroniki Wielkopolskiej, która opisując 20 synów Lestka III z nałożnicy wymienia po kolei ich imiona. Kilka stronic dalej każdemu z nich przydaje jakiś gród, powstały od jego imienia. I tak, pewien książę o imieniu Wyszomir (oryg. Wyssimirus) miał założyć gród nad morzem północnym zwący się od jego imienia Wyszomierz (oryg. Wyszszimiria), dzisiejszy Wismar w Meklemburgii.
Na wiek XII przypada akcja zbrojna Danii w obrębie zamieszkanych przez Słowian wybrzeży Morza Bałtyckiego, która objawiła się głównie najazdem Waldemara Wielkiego w latach 1160–69. Powodem tej akcji miała być groźba, jaką stanowili Słowianie dla państwa duńskiego. Ich udziałem miały być straszne zniszczenia Danii przed wejściem Waldemara na tron – a więc mniej więcej za czasów Kanuta Lavarda. Książę eponim miasta Wismar mógł zmagać się właśnie wtedy z Duńczykami, dając początek miejscowej legendzie o jego zwycięstwach nad nimi, która później przeniosła się na czasy wcześniejsze.

## Literackie nawiązania
Postać Wizymira, przedstawionego jako analfabeta, przywołuje Ignacy Krasicki w swej satyrze zatytułowanej Do króla: 

Żaden się naród księgą w moc nie przysposobił:
Mądry przedysputował, ale głupi pobił.
Ten, co niegdyś potrafił floty duńskie chwytać -
Król Wizimierz - nie umiał pisać ani czytać.